# Aitken (krater księżycowy)

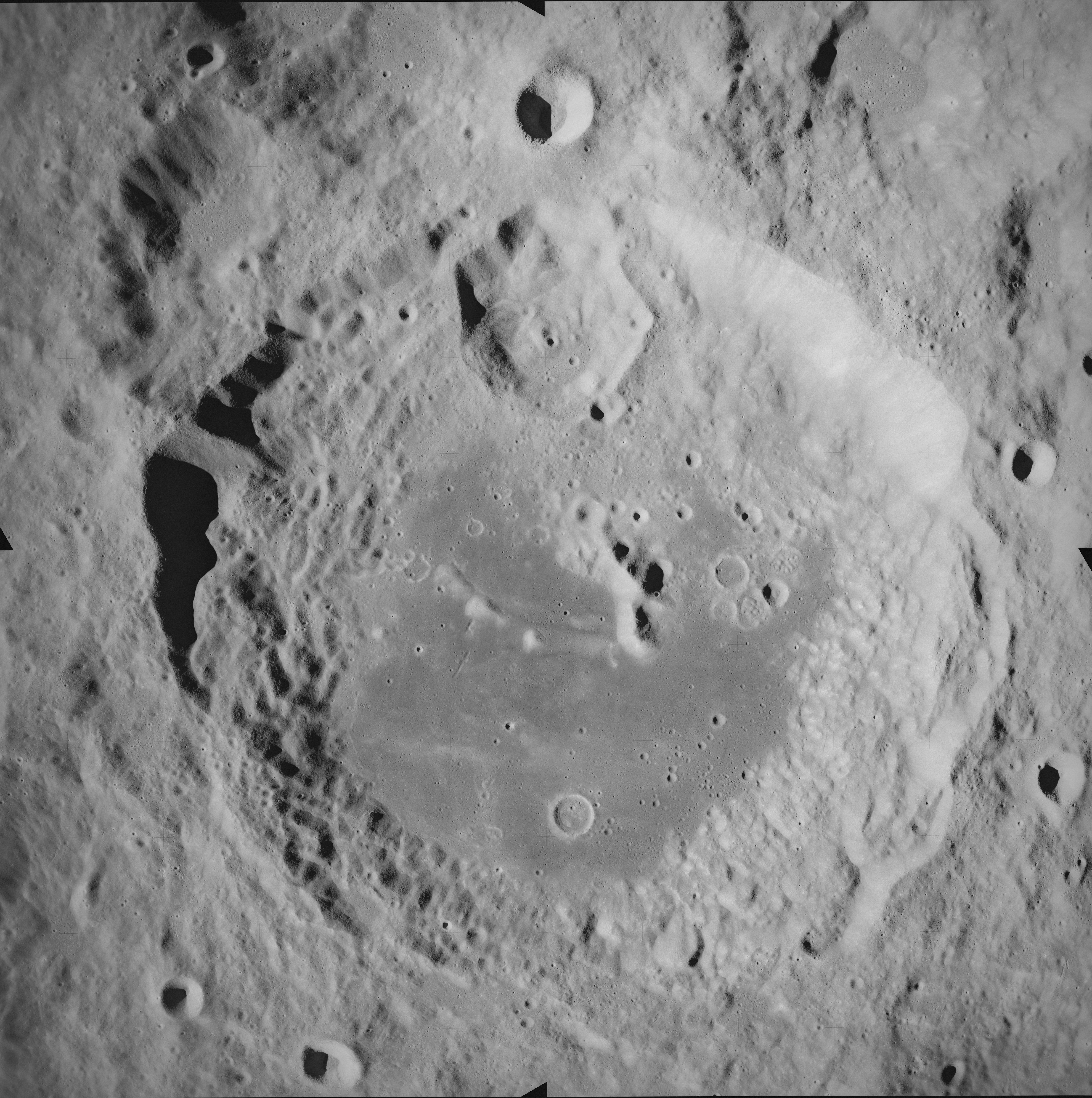
Fotografia krateru Aitken z pokładu Apollo 17

Aitken – krater uderzeniowy położony na niewidocznej z Ziemi stronie Księżyca. Leży na południowy wschód od krateru Heaviside i na północ od krateru Van de Graaff. Na południowy wschód od krateru Aitken leży mniejszy krater Bergstrand, a na południowym zachodzie Vertregt.
Wewnętrzna ściana Aitken jest ukształtowana tarasowo i różni się wyraźnie od południowo-zachodniej części. Wewnątrz północnej ściany znajduje się mały krater nazwany Aitken Z, który jest otoczony przez wyrzucony materiał o mniejszym albedo. Dawniej wnętrze zostało pokryte lawą, która utworzyła nową nawierzchnię o mniejszym albedo, szczególnie w południowej połowie. We wnętrzu krateru jest również kilka małych kraterów.
Krater ten leży na północnym skraju basenu Biegun Południowy Aitken, który wziął od niego nazwę.

## Satelickie kratery
| Aitken | Szerokość | Długość  | Średnica |
| ------ | --------- | -------- | -------- |
| A      | 14,0° S   | 173,7° E | 13 km    |
| C      | 14,0° S   | 175,8° E | 74 km    |
| G      | 16,8° S   | 174,2° E | 7 km     |
| N      | 17,7° S   | 172,7° E | 7 km     |
| Y      | 12,0° S   | 173,2° E | 35 km    |
| Z      | 15,1° S   | 173,3° E | 33 km    |